# Plédran
Plédran is een gemeente in het Franse departement Côtes-d'Armor, in de regio Bretagne. De plaats maakt deel uit van het arrondissement Saint-Brieuc. Plédran telde op 1 januari 2022 6.909 inwoners.

## Geografie
De oppervlakte van Plédran bedroeg op 1 januari 2022 34,71 vierkante kilometer; de bevolkingsdichtheid was toen 199 inwoners per km².
De onderstaande kaart toont de ligging van Plédran met de belangrijkste infrastructuur en aangrenzende gemeenten.

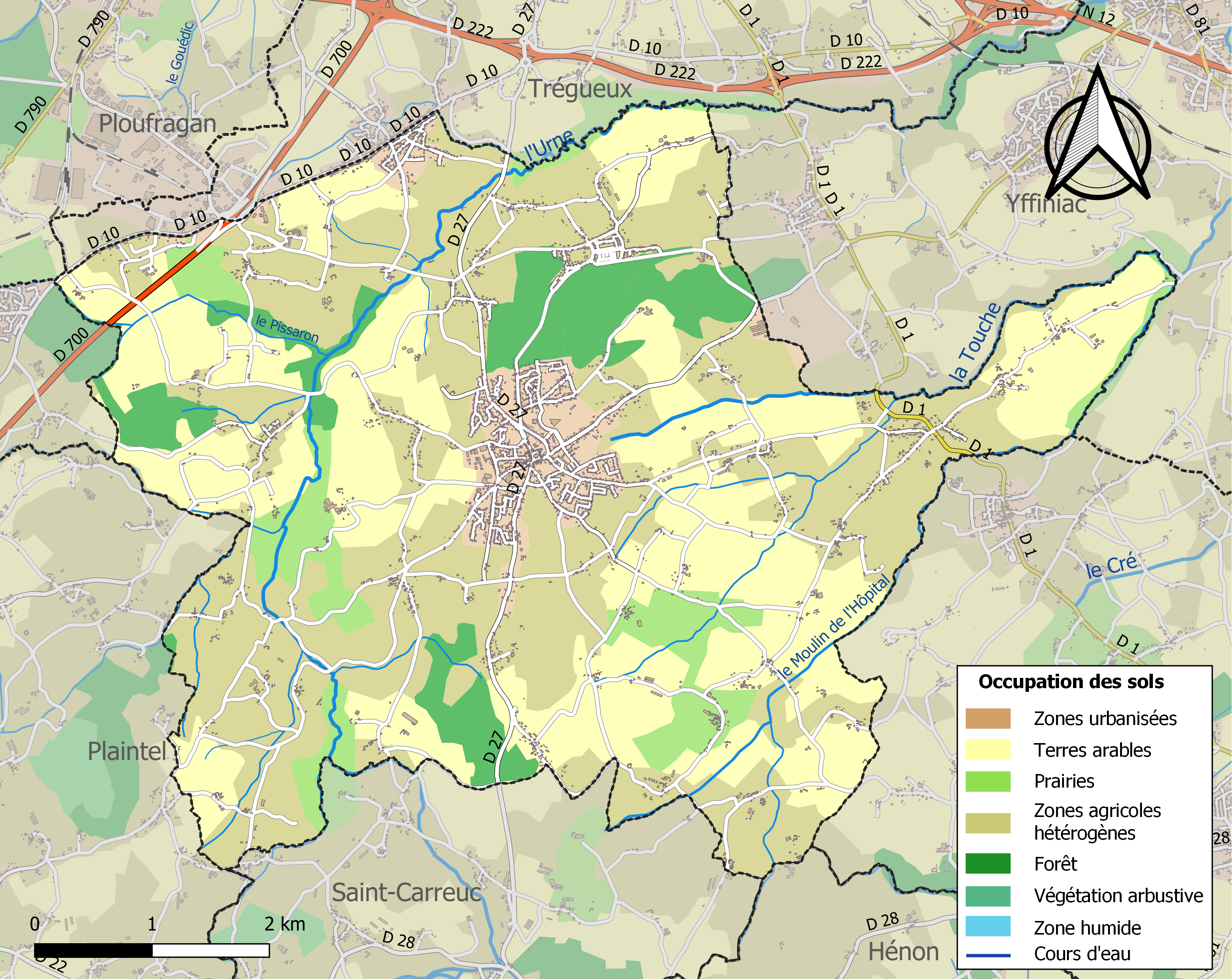

## Demografie
Onderstaande figuur toont het verloop van het inwonertal (bron: INSEE-tellingen).